# Вільям Шарп
Вільям Форсайт Шарп (англ. William Forsyth Sharpe; нар. 16 червня 1934, Бостон, Массачусетс, США) — американський економіст. Лауреат Нобелівської премії 1990 року «за роботи з теорії фінансової економіки».
Закінчив Каліфорнійський університет (Лос-Анджелес), ступінь доктора отримав там само. Викладав в університеті штату Вашингтон, Каліфорнійському і Стенфордському університетах.

## Основні праці
- «Економічна теорія комп'ютерів» (Economics of Computers, 1969);
- «Теорія портфеля і ринки капіталів» (Portfolio Theory and Capital Markets, 1970).